# 久慈郵便局 (岩手県)
久慈郵便局（くじゆうびんきょく）は、岩手県久慈市にある郵便局である。民営化前の分類では集配普通郵便局であった。局番号は83012。

## 概要
住所：〒028-8099 岩手県久慈市中の橋1-44

## 沿革
- 1872年8月4日（明治5年7月1日） - 久慈郵便受取所として開設[1]。
- 1874年（明治7年）1月1日 - 久慈郵便役所となる。
- 1875年（明治8年）1月1日 - 久慈郵便局（四等）となる。
- 1882年（明治15年） - 為替・貯金取扱を開始。
- 1894年（明治27年）2月11日 - 久慈郵便電信局となる。
- 1903年（明治36年）4月1日 - 通信官署官制の施行に伴い久慈郵便局となる。
- 1918年（大正7年）1月11日 - 火災で類焼[2]。
- 1948年（昭和23年）7月16日 - 特定郵便局から普通郵便局に局種別改定[3]。
- 1956年（昭和31年）9月1日 - 電話通話および和文電報受付事務の取扱を開始。
- 1983年（昭和58年）3月 - 局舎新築。
- 1992年（平成4年）9月7日 - 大川目郵便局から集配業務を移管[4]。
- 1993年（平成5年）5月1日 - 郵便番号を032から028に変更[5]。
- 1999年（平成11年） - 外国通貨の両替および旅行小切手の売買に関する業務取扱を開始。
- 2007年（平成19年）10月1日 - 民営化に伴い、併設された郵便事業久慈支店に一部業務を移管。
- 2012年（平成24年）10月1日 - 日本郵便株式会社発足に伴い、郵便事業久慈支店を久慈郵便局に統合。
- 2016年（平成28年）3月22日 - 宇部郵便局から集配業務を移管。
- 2023年（令和5年）2月13日 - 山根郵便局から集配業務を移管。

## 取扱内容
- 郵便、印紙、ゆうパック、内容証明
- 貯金、為替、振替、振込、国際送金、国債、投資信託
- 生命保険、バイク自賠責保険、自動車保険
- 地方公共団体事務（久慈市入場券の販売）
- ゆうちょ銀行ATM
- 久慈市内の一部地域（〒028-00xx、028-81xx、028-85xx）の集配業務
- ゆうゆう窓口

## 風景印
- 表記は『久慈』
- 形は特産の琥珀を輪状に連ねた変形印である。
- 図案は『北限の海女』・『小袖海岸』・『海の幸』・特産の『小久慈焼』・『琥珀』
- 使用開始日は1990年（平成2年）4月2日

### 過去の風景印
- 1958年（昭和33年）2月5日 - 1990年（平成2年）4月1日
  - 表記は『久慈』
  - 図案は『北限の海女』・『小袖海岸』・市の花『つつじ』

## 周辺
- 久慈地区合同庁舎
- 久慈商工会館
- 久慈川緑地公園
- 久慈消防署
- 道の駅くじ
- 国道281号

## アクセス
- JR八戸線、三陸鉄道リアス線 久慈駅（西口）から徒歩約7分
- 久慈市民バス（のるねっとKUJI） 十八日町停留所もしくは銀行前停留所下車
- 駐車場あり：13台